# Minolta Dynax 40
Minolta Dynax 40 — малоформатный однообъективный зеркальный фотоаппарат с автофокусом.

## Технические характеристики
- Тип применяемого фотоматериала — плёнка типа 135.
- Взвод затвора, перемотка плёнки и обратная перемотка — встроенным электроприводом.
- Фотографический затвор — фокальный с электронным управлением, с вертикальным движением шторок.
- Выдержки: 30 с — 1/2000 с, длительная выдержка «В». Шаг изменения выдержки 1/2 ступени. Выдержка Х-синхронизации со вспышкой: 1/90 с.
- Видоискатель зеркальный, с несъёмной пентапризмой. Фокусировочный экран с лазерным матированием.
- Экспозиция: TTL-замер при полностью открытой диафрагме.
- Предустановки экспозамера: ручной, приоритет выдержки, приоритет диафрагмы, автоматический режим, режим программной линии с сохранением трёх пользовательских предустановок.
- Режимы экспозамера: 4-20 EV.
- Автофокус: фазодетекторная TTL-система с одним трёхточечным сенсором с центральным крестовым датчиком. Режимы: автоматическая AF, ручная MF.
- Установка светочувствительности: автоматическая по DX-коду : ISO 25-3200 с шагом 1 ступень, ручная установка: ISO 6-6400 с шагом 1/3 ступени, для вспышки: ISO 25-1000.
- Фотовспышка: автоматическая с ведущим числом 12 (ISO 100, угол освечивания соответствует углу охвата объектива с фокусным расстоянием 28 мм). Выдержка синхронизации — 1/90 с («Х»). Максимальная дальность при ISO 100, 28 мм/f3,5 — 3,4 м. Синхронизация FP на выдержках до 1/2000 с.